# Mañana Será Bonito
Mañana será bonito — четвёртый студийный альбом колумбийской певицы Кароль Джи, вышедший 24 февраля 2023 года на лейбле Universal Music Latino. Состоящий из семнадцати треков, альбом представляет собой в основном реггетон и включает гостевые выступления американского певца Ромео Сантоса, испанского рэпера Кеведо, колумбийской певицы Шакиры, пуэрториканского певца Джастина Куилеса, Анхеля Диора, Мальди, испанской певицы Bad Gyal, ямайкского рэпера Шона Пола, панамского певца Sech, Ovy on the Drums и мексиканской инди-поп певицы Карлы Моррисон.
Mañana será bonito был поддержан пятью синглами: «Provenza», «Gatúbela» с Maldy, «Cairo» с Ovy on the Drums, «X Si Volvemos» с Romeo Santos и «TQG» с Шакирой. Имея успех у критиков и коммерческий успех, он стал первым полностью испаноязычным альбомом женщины, который достиг первого места в основном американском хит-параде Billboard 200, заработав 94 000 альбомных эквивалентов за первую неделю.

## История
10 февраля 2023 года Кароль Джи (настоящее имя Кароли́на Хира́льдо Нава́рро) представила обложку альбома и раскрыла трек-лист, в котором в качестве гостей выступили Кеведо, Джастин Куилес, Анхель Диор, Bad Gyal, Шон Пол, Сеч и мексиканская инди-поп певица Карла Моррисон. 14 февраля Кароль Джи сообщил The New York Times, что колумбийская певица Шакира приняла участие в треке 6, «TQG». Песня была выпущена в качестве пятого сингла одновременно с релизом альбома. Mañana será bonito был официально выпущен 24 февраля 2023 года.

## Релиз и продвижение
Песня «Provenza» была выпущена 21 апреля 2021 года в качестве ведущего сингла альбома. Она была передана на радио contemporary rhythmic radio в США 7 июня 2022 года. Песня имела коммерческий успех, став самой высоко котируемой испаноязычной песней женщины-солистки в американском чарте Billboard Hot 100, оказавшись на 25-м месте. Песня также достигла первого места в Billboard Hot Latin Songs. Она была номинирована на «Запись года» и «Песню года» на 23-й ежегодной церемонии вручения премии «Латинская Грэмми».

## Концепция
Название альбома — это фраза, которую я повторяла себе, когда ничего не было хорошо. Каждый день я говорила себе: «Все хорошо, завтра будет прекрасно».— Кароль Джи объясняет название альбома
В интервью Rolling Stone' Кароль Джи раскрыла концепцию названия, заявив: «Это определённо представляет специфический этап моей жизни. Название альбома — это фраза, которую я повторял про себя, когда ничего не было хорошо. То есть, я переживала лучший момент в своей карьере, но лично я была очень оторвана от себя и от своих друзей. Я не была несчастна, но и не была счастлива. Поэтому каждый день я говорила себе: „Всё хорошо, mañana será bonito, завтра будет прекрасно“».
В более позднем интервью The New York Times' она описала альбом как «больше Каролина, чем Кароль Джи». Она добавила: «Сейчас я замечаю, что артисты очень стараются найти концепцию, быть очень экспериментальными, мне это нравится. И это хороший способ заниматься искусством. Но концепция этого альбома — это просто я. Я действительно не хотела, чтобы люди чувствовали, что это очень просто или просто нормально».

## Отзывы
| Оценки критиков | Оценки критиков |
| Источник        | Оценка          |
| --------------- | --------------- |
| AllMusic        | [ 9 ]           |
| The Guardian    | [ 1 ]           |
| Rolling Stone   | [ 10 ]          |
| Spin            | [ 11 ]          |

Способность Кароль Джи установить контакт со слушателем была неоднократно отмечена критиками. Rolling Stone отметил: «Голос Кароль открытый и тёплый, благословленный спокойной чистотой, которая редко встречается в буйном урбанистическом поле. [Как] любая глобальная дива, достойная своей роли, Кароль создает непостоянную иллюзию, что она обращается непосредственно к вам, слушателю, — будь то несбывшиеся желания к прошлому любовнику или составление списка будущих эротических удовольствий». The Guardian продолжает: «Тексты песен, как правило, о пьяной похоти и неисполненном желании, [но] мастерство Кароль заключается в вызывающих мелодиях, которые преодолевают любой языковой барьер».
Продюсирование Ovy on the Drums также получило высокую оценку в рецензии Rolling Stone, где его назвали «цифровым архитектором, способным привнести смысл в самый усталый бэк-бит реггетона. [Это] проворно и круто, кинетично и футуристично».

### Итоговые годовые списки
| Публикация/критик | Список                                 | Ранг | Ссылка |
| ----------------- | -------------------------------------- | ---- | ------ |
| Billboard         | The 50 Best Albums of 2023: Staff List | 6    | [ 12 ] |
| Rolling Stone     | The 100 Best Albums of 2023            | 14   | [ 13 ] |

## Награды и номинации
| Год  | Церемония                       | Категория                      | Результат | Ссылка |
| ---- | ------------------------------- | ------------------------------ | --------- | ------ |
| 2023 | Premios Juventud                | Best Urban Album — Female      | Победа    | [ 14 ] |
| 2023 | Premios Tu Música Urbano        | Album of the Year — Female     | Победа    | [ 15 ] |
| 2023 | 2023 Billboard Music Awards     | Top Latin Album                | Номинация | [ 16 ] |
| 2023 | Billboard Latin Music Awards    | Top Latin Album of the Year    | Победа    | [ 17 ] |
| 2023 | Billboard Latin Music Awards    | Latin Rhythm Album of the Year | Победа    | [ 17 ] |
| 2023 | Rolling Stone en Español Awards | Album of the Year              | Номинация | [ 18 ] |
| 2023 | 2023 Latin Grammy Awards        | Album of the Year              | Победа    | [ 19 ] |
| 2023 | 2023 Latin Grammy Awards        | Best Urban Music Album         | Победа    | [ 19 ] |
| 2024 | Grammy Awards                   | Best Música Urbana Album       | Победа    | [ 20 ] |

## Коммерческий успех
В первый день релиза на Spotify альбом Mañana será bonito открыл 32 миллиона потоков в чарте Spotify Global и 35,7 миллионов в целом, побив рекорд самого большого дебютного испаноязычного альбома женщины, ранее принадлежавший альбому Motomami испанской певицы Розалии.
Mañana será bonito дебютировал на первом месте в американском чарте Billboard 200, заработав за первую неделю 94 000 эквивалентных альбому единиц, из которых 10 000 пришлись на чистые продажи, став первым номером один и первым альбомом Кароль Джи в первой десятке чарта. За первую неделю треки Mañana será bonito собрали в общей сложности 118,73 миллиона аудиопотоков по требованию, что стало самой большой неделей потокового вещания в США для латиноамериканского альбома женщины. Он стал первым полностью испаноязычным альбомом женщины, достигшим первого места, и третьим в общем зачёте после альбомов Бэд Банни El Último Tour Del Mundo (2020) и Un Verano Sin Ti (2022). Он также превзошёл альбом Шакиры Fijación Oral, Vol. 1 и стал самым популярным испаноязычным альбомом женского исполнителя в чарте Billboard 200. Альбом также дебютировал на вершине чарта Top Latin Albums в США, став вторым альбомом Хиральдо номер один в этом чарте после KG0516.

## Список композиций
| №                   | Название                                             | Автор(ы)                                                                                                   | Продюсеры                                           | Длительность |
| ------------------- | ---------------------------------------------------- | --- | --------------------------------------------------- | ------------ |
| 1.                  | «Mientras Me Curo del Cora»                          | Carolina Giraldo Daniel Echavarría Kevyn Cruz Robert McFerrin Jr.                                          | Ovy on the Drums Linda Goldstein Juan Andrés Ospina | 2:44         |
| 2.                  | «X Si Volvemos» (вместе с Romeo Santos)              | Giraldo Anthony Santos Echavarría Ernesto Padilla Josías de la Cruz Juan Luis Morena Llandel Veguilla Cruz | Ovy on the Drums                                    | 3:20         |
| 3.                  | «Pero Tú» (вместе с Quevedo)                         | Giraldo Echavarría Pedro Domínguez Quevedo                                                                 | Ovy on the Drums                                    | 3:03         |
| 4.                  | «Besties»                                            | Giraldo Echavarría Julio González Justin Quiles                                                            | Ovy on the Drums                                    | 2:42         |
| 5.                  | «Gucci los Paños»                                    | Giraldo Edgar Barrera Esteban Higuita Estrada Jorge Alvaro Diaz Salomón Villada Hoyos                      | Giraldo Barrera Jowan [c]                           | 3:06         |
| 6.                  | «TQG» (вместе с Shakira)                             | Giraldo Shakira Mebarak Echavarría Cruz                                                                    | Ovy on the Drums                                    | 3:17         |
| 7.                  | «Tus Gafitas»                                        | Giraldo Echavarría Finneas O'Connell                                                                       | Giraldo Ovy on the Drums Finneas                    | 2:48         |
| 8.                  | «Ojos Ferrari» (вместе с Justin Quiles и Ángel Dior) | Giraldo Echavarría Justin Quiles Ángel Rosario Dior                                                        | Ovy on the Drums                                    | 3:00         |
| 9.                  | «Mercurio»                                           | Giraldo Danilo Valbusa Estrada Marcelo de Araujo Ferraz Pedro Luiz Garcia Caropreso                        | Wain Los Brasileros [c]                             | 2:40         |
| 10.                 | «Gatúbela» (вместе с Maldy)                          | Giraldo Edwin Vázquez Justin Quiles Cristian Salazar González Marvin Hawkins                               | DJ Maff Giraldo [c]                                 | 3:28         |
| 11.                 | «Kármika» (вместе с Bad Gyal и Sean Paul)            | Giraldo Echavarría Alba Farelo Sean Paul Henriques Cruz                                                    | Ovy on the Drums                                    | 3:56         |
| 12.                 | «Provenza»                                           | Giraldo Echavarría Cruz                                                                                    | Ovy on the Drums                                    | 3:27         |
| 13.                 | «Carolina»                                           | Giraldo Echavarría Cruz Luis Miguel González Bosé                                                          | Ovy on the Drums                                    | 2:41         |
| 14.                 | «Dañamos la Amistad» (вместе с Sech)                 | Giraldo Carlos Isaías Morales Williams Jorge Valdés Vázquez                                                | Sech Dímelo Flow [a]                                | 2:54         |
| 15.                 | «Amargura»                                           | Giraldo Echavarría Cruz Alonso Catalino Curet                                                              | Ovy on the Drums                                    | 2:50         |
| 16.                 | «Cairo» (with Ovy on the Drums)                      | Giraldo Echavarría Cruz                                                                                    | Ovy on the Drums                                    | 3:18         |
| 17.                 | «Mañana Será Bonito» (вместе с Carla Morrison)       | Giraldo Carla Patricia Morrison Flores Alejandro Jiménez Marco Masis                                       | Tainy Jiménez [c]                                   | 3:30         |
| Общая длительность: | Общая длительность:                                  | Общая длительность:                                                                                        | Общая длительность:                                 | 52:44        |

Уточнения
- ↑  сопродюсер
- ↑  дополнительный продюсер

## Чарты
| Чарт (2023)                     | Высшая позиция |
| ------------------------------- | -------------- |
| Бельгия/Фландрия (Ultratop)     | 145            |
| Бельгия/Валлония (Ultratop)     | 126            |
| Канада (Canadian Albums Chart)  | 13             |
| Нидерланды (Album Top 100)      | 53             |
| Испания (PROMUSICAE)            | 1              |
| Италия (FIMI)                   | 42             |
| Швейцария (Schweizer Hitparade) | 7              |
| США (Billboard 200)             | 1              |

## Сертификации
| Регион                                                                      | Сертификация          | Продажи |
| --------------------------------------------------------------------------- | --------------------- | ------- |
| Испания (PROMUSICAE)                                                        | Платиновый            | 40 000  |
| США (RIAA)                                                                  | 7× Платиновый (Latin) | 420 000 |
| Данные о продажах + прослушиваниях приведены только на основе сертификации. |                       |         |